# Sonate K. 371
La sonate K. 371 (F.317/L.17) en mi bémol majeur est une œuvre pour clavier du compositeur italien Domenico Scarlatti.

## Présentation
La sonate K. 371, en mi bémol majeur, notée Allegro, forme une paire avec la sonate précédente. Rythmiquement, Scarlatti fait deux divisions de la mesure à 
 :

et joue sur la modulation de fa dièse majeur (enharmonie de sol bémol majeur) et de si bémol majeur. Ce qui rend la pièce troublante depuis son motif d'ouverture qui se termine par deux demi cadences phrygiennes sur la dominante (mes. 24-28). Il trompe alors complètement l'auditeur par ce qui vient ensuite : une série de codettas avec un matériel thématique complètement nouveau.

## Manuscrits
Le manuscrit principal est le numéro 14 du volume VIII (Ms. 9779) de Venise (1754), copié pour Maria Barbara ; les autres sont Parme X 14 (Ms. A. G. 31415), Münster III 36 (Sant Hs 3966) et Vienne E 32 (VII 28011 E).

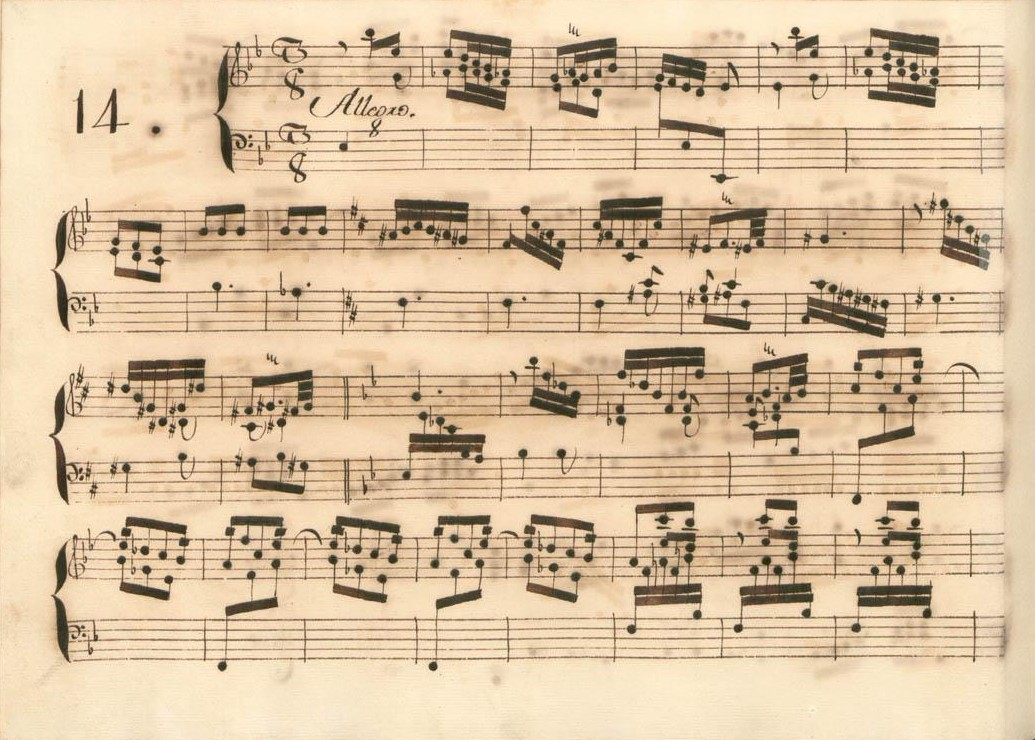
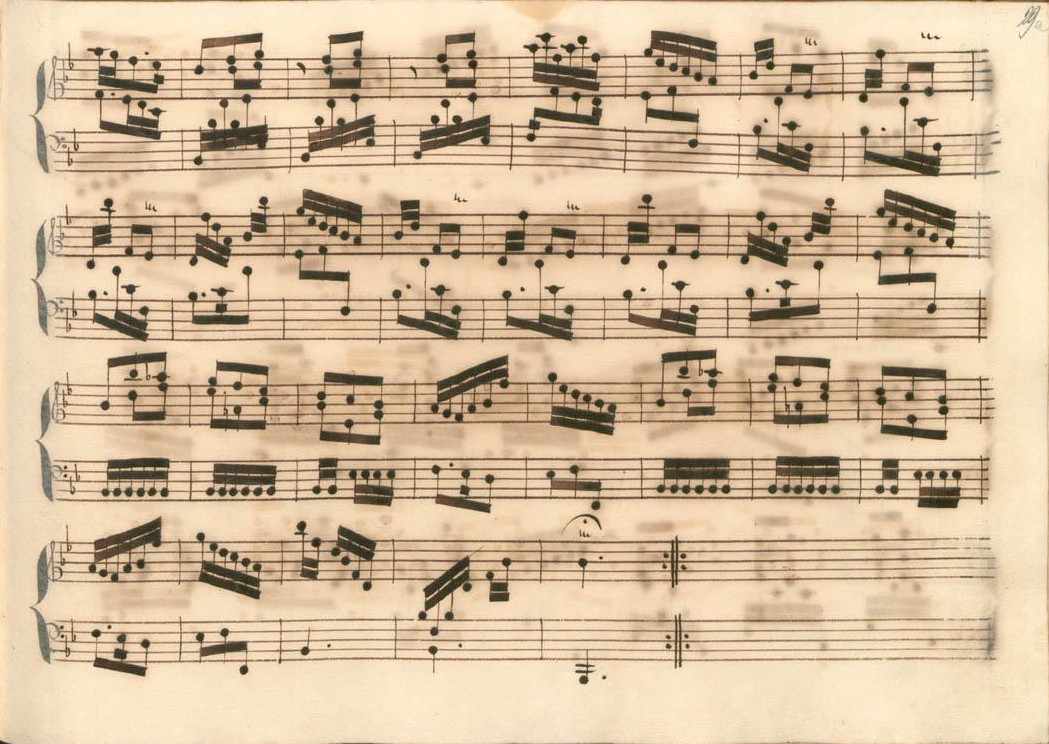
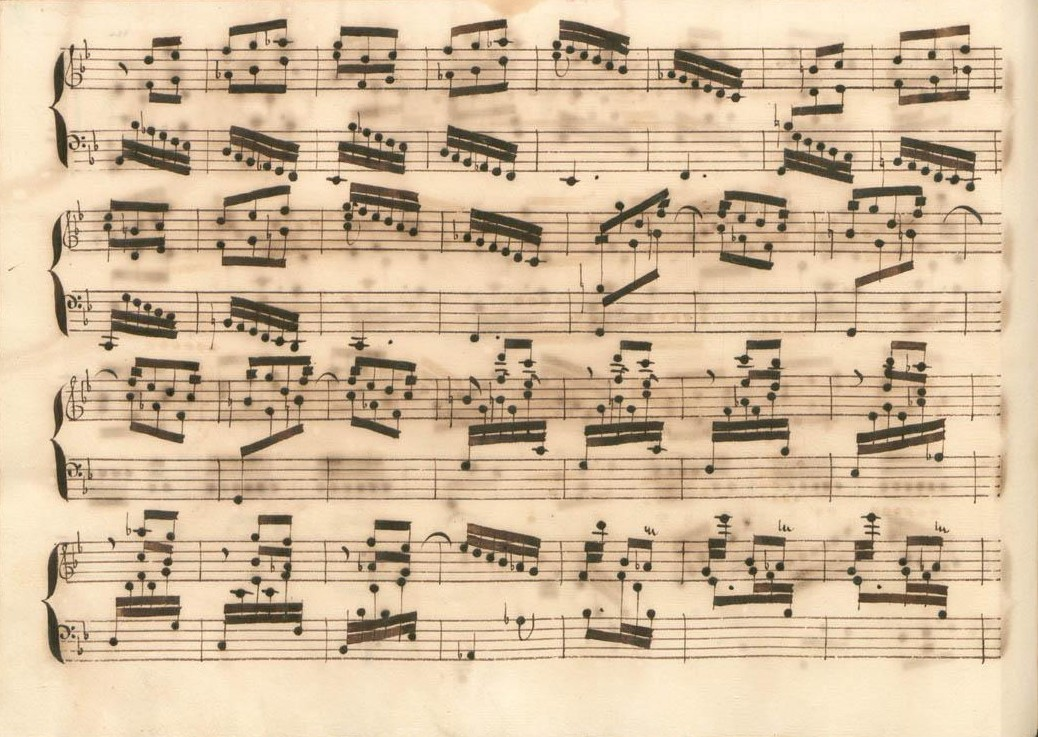
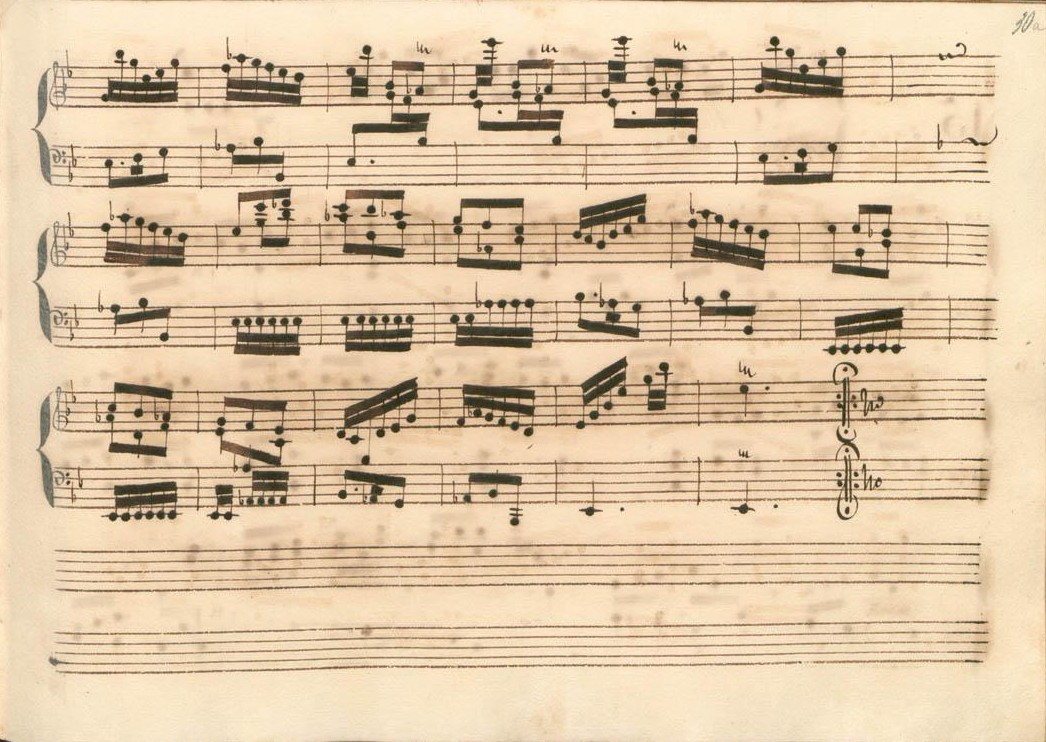

## Interprètes
La sonate K. 371 est défendue au piano, notamment par Carlo Grante (2013, Music & Arts, vol. 4), Maurizio Baglini (2014, Decca) et Pascal Pascaleff (2020, Naxos, vol. 25) ; au clavecin par Scott Ross (1985, Erato), Richard Lester (2003, Nimbus, vol. 3) et Pieter-Jan Belder (Brilliant Classics, vol. 8). Martin Souter, l'interprète sur un piano-forte Cristofori de 1720 (1999, Classical Communications) et Teodoro Anzellotti à l'accordéon (2001, Winter & Winter).

## Sources
: document utilisé comme source pour la rédaction de cet article.
- Ralph Kirkpatrick (trad. de l'anglais par Dennis Collins), Domenico Scarlatti, Paris, Lattès, coll. « Musique et Musiciens », 1982 (1re éd. 1953 (en)), 493 p. (ISBN 978-2-7096-0118-4, OCLC 954954205, BNF 34689181).
- Alain de Chambure, « Domenico Scarlatti : Intégrale des sonates — Scott Ross », Erato (2564-62092-2), 1985 (OCLC 891183737) .
- (en) Carlo Grante, « Domenico Scarlatti, intégrale des sonates pour clavier (vol. 4) », Music & Arts (CD-1293), 2016 (OCLC 1020680576) .